# Thymophylla micropoides
Thymophylla micropoides là một loài thực vật có hoa trong họ Cúc. Loài này được (DC.) Strother miêu tả khoa học đầu tiên năm 1986.